# Instytut Fizyko-Techniczny imienia A. F. Ioffego

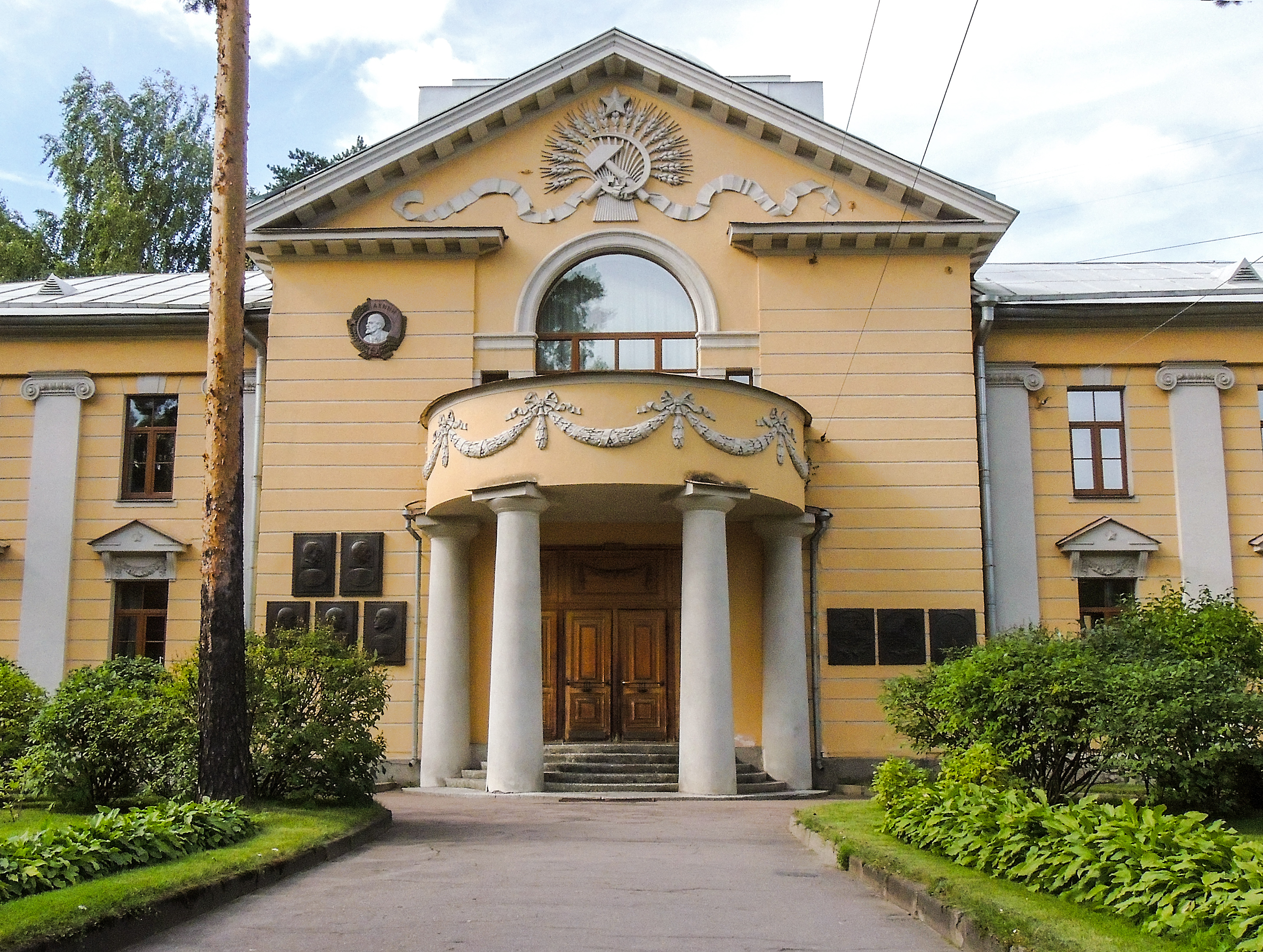
Wejście do budynku Instytutu Ioffego

Instytut Fizyko-Techniczny imienia Abrama Ioffego Rosyjskiej Akademii Nauk (ros. Физико-технический институт им. А. Ф. Иоффе Российской академии наук, skrót. Instytut Ioffego, ros. ФТИ им. А. Ф. Иоффе) – jeden z największych i najważniejszych w Rosji ośrodków naukowo-technicznych z zakresu fizyki, położony w Petersburgu.
Obecny podział instytutu:
- centrum fizyki nanoheterostruktur – ponad 200 pracowników naukowych, w tym 30 doktorów nauk,
- oddział elektroniki ciała stałego – ponad 260 pracowników naukowych, w tym ponad 40 doktorów nauk,
- oddział fizyki ciała stałego – ponad 260 pracowników naukowych, w tym ponad 60 doktorów nauk,
- oddział fizyki plazmy, fizyki atomowej i astrofizyki – ponad 300 pracowników naukowych, w tym ponad 40 doktorów nauk,
- oddział fizyki dielektryków i półprzewodników – ponad 200 pracowników naukowych, w tym ponad 30 doktorów nauk.

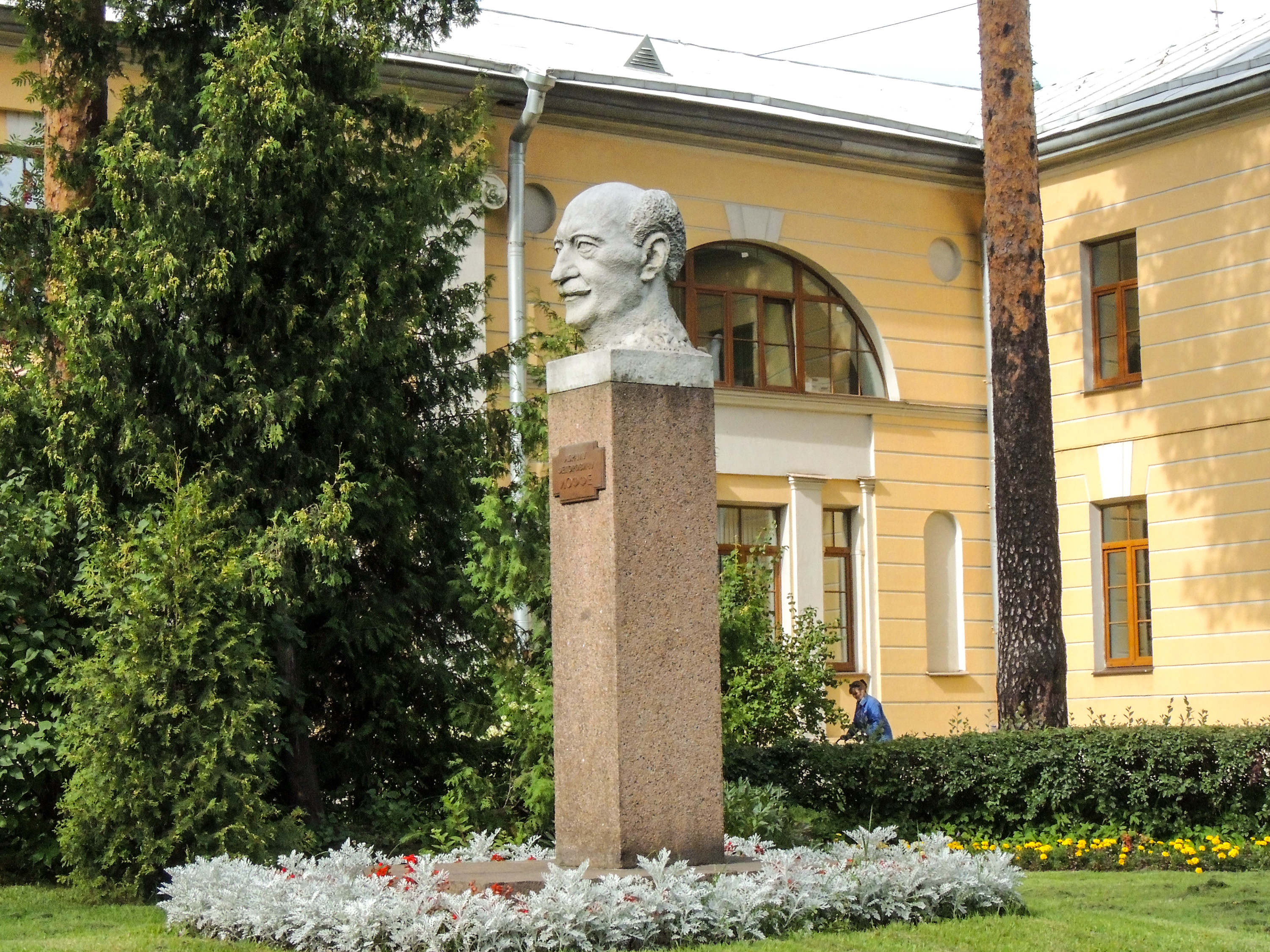
Popiersie akademika Abrama Ioffego przed budynkiem Instytutu

Obecnie Instytut Ioffego ma znaczący wkład w badania w ramach budowy międzynarodowego reaktora termojądrowego ITER.

## Historia

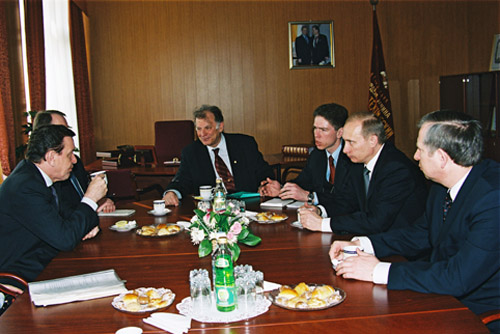
2001 rok, Prezydent Rosji Władimir Putin i Kanclerz Niemiec Gerhard Schröder w Instytucie Ioffego. W centrum Żores Ałfiorow.

Założycielem i pierwszym dyrektorem placówki był Abram Ioffe (1918-1950), doktorant pierwszego laureata Nagrody Nobla w dziedzinie fizyki Wilhelma Röntgena. Instytut powstał w 1921 roku, po tym jak Ioffe otrzymał tytuł członka rzeczywistego Rosyjskiej Akademii Nauk i uniezależnił oddział fizyko-techniczny od Państwowego Instytutu Rentgenologii i Radiologii, powstałego trzy lata wcześniej wskutek współpracy Ioffego z lekarzem Michaiłem Niemjonowem i przy poparciu kierownika Ludowego Komisariatu Oświaty Rosji Radzieckiej Anatolija Łunaczarskiego. W 1922 roku władze Rosji Radzieckiej przekazały pod siedzibę Instytutu budynek przytułku, przy dzisiejszej ulicy Politechnicznej. Do budynku trafiło niektóre wyposażenie Pałacu Zimowego.
Ioffe był tak dalece zaangażowany w pracę i rozwój Instytutu, że niemal w nim mieszkał, zmarł w 1960 roku w swoim gabinecie roboczym, który dzisiaj jest częścią Instytutu Ioffego. Pod jego kierownictwem Instytut w głównej mierze kilkakrotnie zmieniał zarówno zakres swojej działalności, jak i nazwę, m.in. był znany jako Państwowy Fizyko-Techniczny Instytut Rentgenologiczny w Piotrogrodzie, a następnie Państwowy Instytut Fizyko-Techniczny przy Najwyższej Radzie Gospodarki Narodowej w Leningradzie. Wskutek czynnej działalności Ioffego, w tym jego listu do Przewodniczącego Rady Komisarzy Ludowych ZSRR Wiaczesława Mołotowa w 1938 roku, Instytut otrzymał nową przynależność instytucjonalną i w 1939 roku zmienił nazwę na Leningradzki Instytut Fizyko-Techniczny Akademii Nauk ZSRR, a w 1960 roku uzyskał imię A.F. Ioffego w nazwie. Zmiany nazw i zakresu pracy powodowały zmiany w wysokości płac, ale również zmiany w zatrudnianiu w Instytucie.

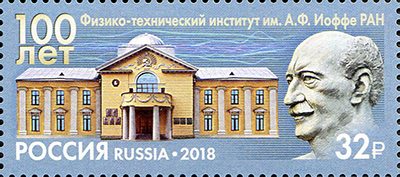
Znaczek pocztowy z 2018 roku upamiętniający 100-lecie Instytutu Ioffego

W początkowych latach swego istnienia Instytut zatrudniał wybranych aspirantów, którzy trafiali tam od razu po ukończeniu studiów na Leningradzkim Uniwersytecie Państwowym, na stanowiskach inżynierów i starszych inżynierów, głównie dla nieco większego uposażenia z powodu niskiego stypendium na uczelni. Upolitycznienie Instytutu przez Ioffego przyniosło też skutki tragiczne, wskutek Wielkiego terroru w ZSRR w 1939 roku około połowę pracowników placówki aresztowano, wielu z nich pozbawiano wolności i brutalnie przesłuchiwano w więzieniach NKWD, zmuszano do pracy w obozach Gułagu, a także rozstrzeliwano. Najbardziej znanym międzynarodowo przypadkiem jest pionier grawitacji kwantowej Matwiej Bronsztejn, profesor fizyki teoretycznej w Instytucie Ioffego który został rozstrzelany wskutek procesu pokazowego kierowanego przez Iwana Matulewicza oraz opartego na liście stworzonej przez funkcjonariusza Głównego Zarządu Bezpieczeństwa Publicznego NKWD Władimira Cesarskiego i zatwierdzonej przez członków Biura Politycznego KC WKP(b), takich jak Józef Stalin, Wiaczesław Mołotow, Łazar Kaganowicz, Klimient Woroszyłow.
W 1941 roku podpisany został akt o wprowadzeniu laboratorium cyklotronowego do Instytutu. W czasie blokady Leningradu podczas ataku Niemiec na ZSRR część laboratoriów Instytutu była ewakuowana do Kazania, gdzie pracowała pod kierownictwem Ioffego. W 1943 roku w ramach Leningradzkiego Instytutu Fizyko-Technicznego Akademii Nauk ZSRR sformowano Laboratorium nr 2 Akademii Nauk ZSRR, kierował nim Igor Kurczatow i jego otwarcie rozpoczęło radziecki program nuklearny. W 1946 roku w Instytucie uruchomiony został największy radziecki cyklotron. Obecnie ośrodek jest niezależny i nosi nazwę Narodowe Centrum Badawcze „Instytut Kurczatowa”.
Karierę naukową z Instytutem Ioffego związało pięciu noblistów:
- Żores Ałfiorow – współlaureat, Nagroda Nobla w dziedzinie fizyki 2000, w latach 1987–2003 dyrektor Instytutu Ioffego
- Piotr Kapica – współlaureat, Nagroda Nobla w dziedzinie fizyki 1978
- Lew Landau – Nagroda Nobla w dziedzinie fizyki 1962
- Nikołaj Siemionow – współlaureat, Nagroda Nobla w dziedzinie chemii 1956
- Igor Tamm – współlaureat, Nagroda Nobla w dziedzinie fizyki 1958

jak również wielu innych znanych uczonych, m.in. Anatolij Aleksandrow, Abram Alichanow, Julij Chariton, Władimir Fock, Jakow Frenkel, George Gamow, Dmytro Iwanenko, Dmitrij Skobielcyn, Jakow Zeldowicz i inni.
Instytut Ioffego jest wydawcą znaczących czasopism naukowych:
- Physics of the Solid State(ros. Физика твердого тела), założony w 1959 roku przez Abrama Ioffe, ISSN 0367-3294, 12 wydań rocznie, publikuje artykuły naukowe w dziedzinie fizyki ciała stałego, w języku angielskim i rosyjskim,
- Semiconductors (ros. Физика и техника полупроводников), założony w 1967 roku, ISSN 0015-3222, 12 wydań rocznie, publikuje artykuły naukowe w dziedzinie fizyka i technologia półprzewodników, w języku angielskim i rosyjskim,
- Technical Physics (ros. Журнал технической физики), założony w 1931 roku przez Abrama Ioffego, analog do amerykańskiego Journal of Applied Physics. ISSN 0044-4642, 12 wydań rocznie, publikuje artykuły naukowe w dziedzinie fizyki technicznej, w języku rosyjskim,
- Technical Physics Letters (ros. Письма в журнал технической физики), założony w 1975 roku, analog Applied Physics Letters. ISSN 0320-0116, 24 wydania rocznie, publikuje krótkie artykuły naukowe w dziedzinie fizyki technicznej, w języku rosyjskim.

Po rozpadzie ZSRR, od 1991 roku, Instytut Ioffego działa pod obecną nazwą Instytut Fizyko-Techniczny imienia A.F. Ioffego Rosyjskiej Akademii Nauk.